# Cláudio Hummes
Cláudio Hummes OFM (ur. 8 sierpnia 1934 w Montenegro w stanie Rio Grande do Sul, zm. 4 lipca 2022 w São Paulo) – brazylijski duchowny katolicki, były arcybiskup São Paulo, kardynał Kościoła katolickiego, były prefekt Kongregacji ds. Duchowieństwa, franciszkanin.

## Życiorys
Pochodzi z rodziny o niemieckich korzeniach. Po wstąpieniu do franciszkanów w prowincji zakonnej Rio Grande do Sul przyjął imię zakonne Cláudio. Kształcił się w szkołach zakonnych w Taquari, Daltro Filho i Divinópolis. Złożył profesję uroczystą 2 lutego 1956, a święcenia prezbiteratu przyjął 3 sierpnia 1958 w Divinópolis. Obronił doktorat z filozofii w Papieskim Athenaeum Antonianum w Rzymie (1963), studiował także teorię ekumenizmu w Instytucie Ekumenicznym w Genewie (1968). Był profesorem filozofii Franciszkańskiego Seminarium w Garibaldi, gdzie pracował również w parafii. W latach 1965–1968 pełnił funkcję radcy ds. ekumenizmu Narodowej Konferencji Biskupów Brazylii, wykładał także na uczelniach w Viamão i Porto Alegre (Pontyfikalny Uniwersytet Katolicki). W latach 1972–1975 był przełożonym prowincji franciszkańskiej w Rio Grande do Sul.
22 marca 1975 został mianowany biskupem koadiutorem Santo André z prawem następstwa, 25 maja 1975 wyświęcony na biskupa tytularnego Carcabia przez Aloisio Lorscheidera (arcybiskupa Fortalezy). Pełnoprawnym biskupem Santo André został 29 grudnia 1975 po rezygnacji Jorge Marcosa de Oliveiry. Brał udział w sesjach Światowego Synodu Biskupów w Watykanie (m.in. sesji specjalnej dla Kościoła w Ameryce, listopad-grudzień 1997) oraz IV konferencji generalnej Episkopatów Latynoamerykańskich w Santo Domingo (Dominikana, październik 1992). W maju 1996 przeszedł na arcybiskupstwo Fortalezy (w miejsce kardynała Lorscheidera), a w kwietniu 1998 na arcybiskupstwo São Paulo. Pełni funkcję Wielkiego Kanclerza Pontyfikalnego Uniwersytetu Katolickiego w São Paulo.
21 lutego 2001 Jan Paweł II wyniósł go do godności kardynalskiej, nadając tytuł prezbitera Sant Antonio da Padova in Via Merulana. W lutym 2002 kardynał Hummes głosił w Watykanie rekolekcje wielkopostne, a w grudniu 2004 został powołany w skład Rady Kardynalskiej ds. badania Ekonomicznych i Organizacyjnych Problemów Stolicy Świętej. Był wymieniany w gronie papabile, potencjalnych faworytów do następstwa po zmarłym w kwietniu 2005 papieżu Janie Pawle II. 31 października 2006 Benedykt XVI mianował go prefektem Kongregacji ds. Duchowieństwa. 7 października 2010 zrezygnował z funkcji prefekta kongregacji, jego następcą został abp Mauro Piacenza.
Brał udział w konklawe 2005 oraz konklawe 2013. 8 sierpnia 2014 w związku z ukończeniem 80 lat utracił prawo udziału w konklawe.

## Urzędy watykańskie
W 2013 roku kard. Hummes był członkiem:
- Kongregacji ds. Kultu Bożego i Dyscypliny Sakramentów
- Kongregacji ds. Biskupów
- Papieskiej Rady do spraw Świeckich
- Papieskiej Rady ds. Rodziny
- Papieskiej Komisji ds. Ameryki Łacińskiej